# إقليم سانتياغو متروبوليتان
إقليم سانتياغو متروبوليتان (بالإسبانية: Santiago Metropolitan Region)‏ هو إقليم يقع في تشيلي.

## جغرافيا
يقع الإقليم في وسط تشيلي وتتاخم الحدود مع الأرجنتين وتبلغ مساحتة الأقليم 15403 كم2

### الموقع
وتحدها الأقليم التالية :
- إقليم فالبارايسو
- إقليم مولي

## ديموغرافيا
يبلغ عدد سكان الأقليم 6,685,685 نسمة.